# Zaubersprüche (álbum de Faun)
Zaubersprüche es el primer álbum de estudio de Faun, fue lanzado el 19 de agosto de 2002.

## Lista de canciones
| N.º | Título                   | Duración |  |
| 1.  | «Bean Sidhes»            | 0:42     |  |
| 2.  | «Rani»                   | 3:20     |  |
| 3.  | «Nechein Man»            | 6:55     |  |
| 4.  | «Das Schloss Am Meer»    | 4:56     |  |
| 5.  | «Par Veneris»            | 2:47     |  |
| 6.  | «Tempus Transit»         | 4:15     |  |
| 7.  | «Der Wassermanns Weib»   | 3:30     |  |
| 8.  | «Keridwen & Gwion»       | 3:07     |  |
| 9.  | «König Von Thule»        | 3:23     |  |
| 10. | «Mehrnoush»              | 4:20     |  |
| 11. | «Vom Truge»              | 2:50     |  |
| 12. | «Troum Unde Spiegelglas» | 7:37     |  |

## Temática
En su álbum debut se encuentran baladas entre el período del Medioevo tardío y el Romanticismo. La instrumentación se mantiene enteramente acústica, y no incluye elementos ni ritmos electrónicos. La mayoría de las canciones son cantadas en alemán (alto alemán medio), a excepción de Tempus Transit y Par Veneris en latín, siendo Bean Sidhes, Rani, Das Schloss Am Meer y Keridwen & Gwion instrumentales.